# Wyong Shire
Wyong Shire var en kommun i Australien. Den låg i delstaten New South Wales, i den sydöstra delen av landet, omkring 73 kilometer norr om delstatshuvudstaden Sydney. Antalet invånare var 157 358. Arean var 827 kvadratkilometer.
Följande samhällen fanns i Wyong Shire:
- Bateau Bay
- Berkeley Vale
- Gorokan
- Long Jetty
- Tumbi Umbi
- Kanwal
- Buff Point
- Budgewoi
- The Entrance
- Noraville
- Kingfisher Shores
- Charmhaven
- Jilliby
- Chittaway Bay
- Little Jilliby
- Tuggerawong
- Chittaway Point
- Tacoma
- Wallarah
- Doyalson North
- Lemon Tree
- Tacoma South